# Gustav Demelius

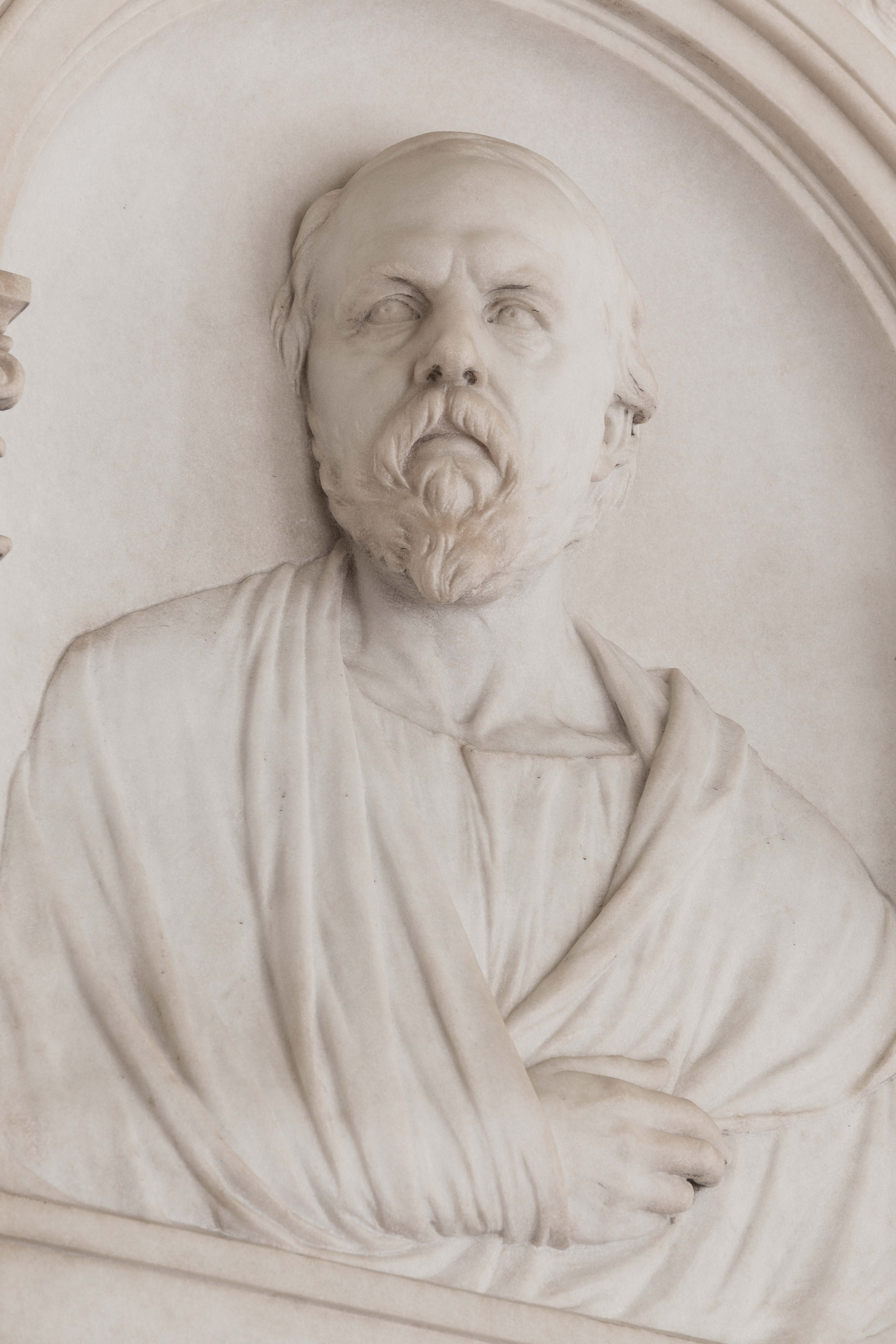
Gustav Demelius

Gustav Demelius (* 31. Jänner 1831 in Allstedt; † 7. November 1891 in Wien) war ein deutsch-österreichischer Jurist und Universitätsprofessor. Er war einer der bedeutendsten Theoretiker des römischen Rechts und verfasste Werke zum modernen Zivilrecht und zur Zivilprozessordnung.

## Leben

### Jugend und Studium
Gustav Demelius wurde als Sohn des Advocaten und Bürgermeisters von Allstedt Heinrich Gottfried Demelius und dessen Frau Adelheid (geb. Domrich) geboren. Er erhielt seinen ersten Unterricht durch seinen Onkel, den damaligen Rector Domrich in Allstedt. An der Klosterschule Roßleben setzte er seine Ausbildung fort und wechselte später an das Wilhelm-Ernst-Gymnasium in Weimar, welches damals unter der Leitung des Philologen und Pädagogen Hermann Sauppe stand.
Im Jahre 1849 begann er an der Universität Jena das Studium der Philologie und wechselte, angeregt durch die Lektüre des Cursus der Institutionen von Georg Friedrich Puchta, die Studienrichtung zu Rechtswissenschaft. Zu seinen Lehrern zählten Heinrich Aemilius August Danz, Eduard Fein und Burkard Wilhelm Leist. Er besuchte exegetische und praktische Übungen, nahm regen Anteil am Studentenleben und war in führender Funktion Mitglied der Jenaischen Burschenschaft Germania.
Seine Studien setzte er in Weimar fort, wo sein Vater mittlerweile am Kreisgericht tätig war, und bereitete sich auf das Staatsexamen vor, das er in Eisenach ablegte. Am 18. April 1855 promovierte er mit Auszeichnung zum Doktor der Rechte.
In Weimar stand er in Kontakt zu bedeutenden Persönlichkeiten, wie Ludwig und Friedrich Preller oder Ernst Rietschel. Bei Friedrich Preller lernte er die Tochter des früheren Leibarztes von Großherzog Karl August und Freundes von Johann Wolfgang von Goethe kennen, die er im Jahre 1858 ehelichte.

### Akademische Laufbahn
Demelius hatte schon früh die Absicht, die akademische Laufbahn einzuschlagen und begab sich im Sommer 1855 nach Prag, weil er sich an der Karls-Universität Prag für römisches Recht habilitieren wollte. Er hoffte, hier zu einem früheren Zeitpunkt eine feste Stellung als akademischer Lehrer zu erlangen, als dies aus seiner Sicht voraussichtlich in Deutschland der Fall gewesen wäre. Im Kaisertum Österreich hatte der Minister für Cultus und Unterricht, Leo von Thun und Hohenstein, mit einer Reform der Universitäten und juristischen Fakultäten begonnen und es sollten jüngere Lehrkräfte für dieses Fach herangebildet und herangezogen werden. Eduard Egmund Joseph Chambon, der als ordentlicher Professor für römisches Recht an der Universität wirkte, suchte die Habilitation von Demelius zu fördern, was aber mit Schwierigkeiten verbunden war, weil der in Jena erworbene Doktorgrad in Österreich keine Geltung hatte. Erst nach einer Nostrifikation habilitierte sich Demelius für römisches Recht an der Universität Prag und begann nach Ostern 1856 seine Arbeit als Privatdozent. Während seines Aufenthaltes in Prag pflegte er neben Chambon intensive Kontakte zum Philologen Ludwig Lange und zum Sprachforscher August Schleicher.
Im Jahre 1857 wurde Demelius zum ordentlichen Professor des römischen Rechts an der Universität Krakau ernannt und nahm anregenden näheren Verkehr zum Ästhetiker Francis Thomas Bratranek, dem späteren Rektor der Universität, auf. Als im Jahre 1860 die Polonisierung begann, blieb er zwar Professor, aber ohne das Recht und die Pflicht, Vorlesungen zu halten. Einen Ruf an die Universität Zürich lehnte Demelius ab, weil man auf seinen Verbleib in Österreich nach wie vor Wert legte.
Die peinliche Lage für Demelius hatte ein Ende, als er 1862 zum Professor an der Universität Graz ernannt wurde. Hier lebte er sich gut ein, wirkte ununterbrochen 39 Semester lang und pflegte Kontakte zu Karl von Holtei und Anastasius Grün. Mehrmals wurde er zum Dekan gewählt, war im Studienjahr 1875/76 Rektor und präsidierte in dieser Eigenschaft einen großen Festcommers, der 1876 aus Anlass des 70. Geburtstages von Anastasius Grün abgehalten wurde. Eine Berufung nach Wien lehnte er zunächst ebenso ab wie eine solche nach Gießen. Einer seiner Studenten dieser Zeit war Emil Strohal, der durch seine Arbeit am Rechtsinstitut der Eigentümerhypothek über die Grenzen des deutschsprachigen Raumes hinaus bekannt wurde.
Im Zuge der Studien- und Unterrichtsreform von Leo Graf Thun und Hohenstein wurde Demelius 1881 nach Wien berufen, erhielt den Titel Hofrat und hielt im Oktober seine Antrittsvorlesung über das Studium des römischen Zivilprozesses. Eine Berufung, die Nachfolge von Ferdinand Regelsberger an der Julius-Maximilians-Universität Würzburg anzutreten, lehnte er ab.
Demelius hatte sich in Graz großer Beliebtheit erfreut, wie ein großes Abschiedsfest zeigte, das Freunde, Kollegen und Studenten veranstaltet hatten. Außerdem war er ein großer Naturfreund, verbrachte seinen Urlaub oftmals in Graz und nutzte ihn zu Ausflügen in die Umgebung und die entferntere Hochgebirgswelt. Er hat zahlreiche Gipfel der österreichischen Alpen bestiegen, war in den Kreisen der Bergführer anerkannt und geschätztes Mitglied der Sektion Graz des Österreichischen Alpenvereins, wo er anregende Vorträge über touristische Leistungen und Erlebnisse gehalten und Berichte für die Zeitschrift des Alpenvereins verfasst hat.

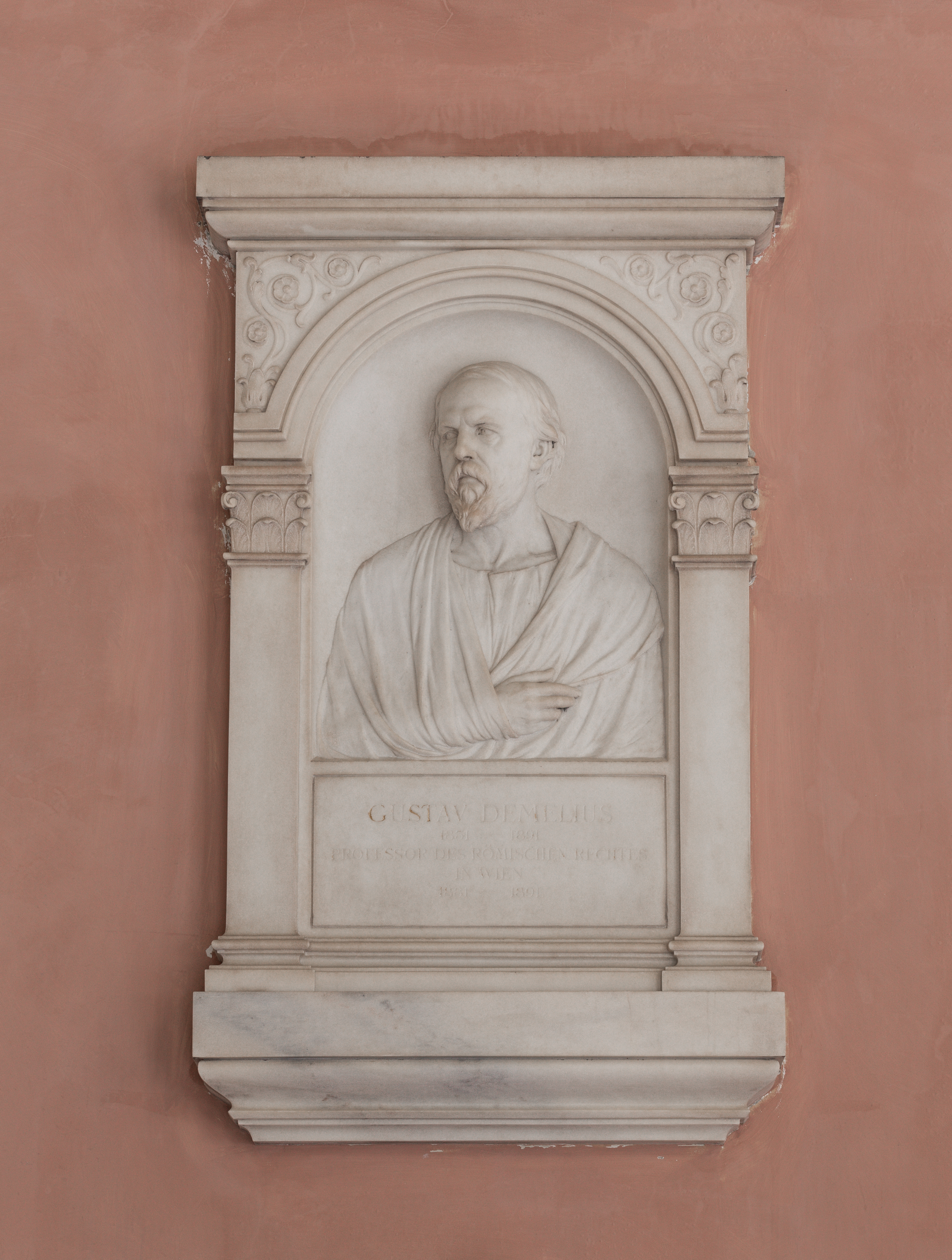
Relief Gustav Demelius von Wilhelm Seib im Arkadenhof der Universität Wien

Demelius starb plötzlich und unerwartet am 7. November 1891 an seinem Schreibtisch in Wien an einem Herzinfarkt und wurde auf dem Evangelischen Friedhof Matzleinsdorf beigesetzt. Mehrere Jahre nach seinem Tode wurde im Rahmen einer Feier, bei der man seiner Verdienste um die Rechtswissenschaft gedachte, sein auf Staatskosten hergestelltes Halbrelief aus weißem Marmor im Arkadenhof der Universität Wien enthüllt.

## Werke (Auswahl)
- 1887: Schiedeid und Beweiseid im römischen Zivilprozeß
- 1872: Die Exhibitionspflicht in ihrer Bedeutung für das classische und heutige Recht : juristische Untersuchung (online)
- 1887: Legum quae ad ius civile spectant fragmenta
- 1858: Aufsatz über Rechtserwerb in der Allgemeinen österreichischen Gerichtszeitung

## Ehrungen und Anerkennungen
- Nach Demelius ist die Demeliusgasse in Wien benannt.